# Automeris bilinea
Automeris bilinea é uma espécie de mariposa do gênero Automeris, da família Saturniidae.
Sua ocorrência foi registrada no Brasil, Bolívia, Equador, Peru e Venezuela.

## Subespécies
Possui duas subespécies:
- A. b. bilinea (Brasil e Venezuela)[2]
- A. b. tamphilus (Bolívia, Equador, Peru e Venezuela)[3]